# 郑玉 (演员)
郑玉（1957年7月6日—），男，生于新疆，中国内地演员，毕业于中央戏剧学院。在张黎导演的《走向共和》《大明王朝1566》和《人间正道是沧桑》中先后出演徐世昌、王用汲和杨廷鹤，虽然都是配角身份，但以其演技引发了观众的关注。在电视剧《西安事变》中演绎的蒋介石一角得到了很多专业人士以及观众的认可。

## 主要作品

### 电影
- 1994年 《铁血昆仑关》 饰演 戴安澜
- 1995年 《七七事变》 饰演 吉星文
- 2006年 《湘江北去》饰饰 杨昌济

### 电视剧
- 2001年 《长征》饰演 王家烈
- 2002年 《乾隆王朝》饰演 钱沣
- 2003年 《走向共和》饰演 徐世昌
- 2003年 《延安颂》饰演 张沖
- 2004年 《历史的天空》饰演 李文彬
- 2005年 《大河頌》饰演 纳兰明珠
- 2005年 《搭錯車》
- 2005年 《八路军》饰演 杨愛源
- 2006年 《无字碑歌》饰演 柳奭
- 2007年 《嘉庆皇帝》饰演 王杰
- 2007年 《大明王朝1566》饰演 王用汲
- 2007年 《西安事变》饰演 蒋介石
- 2008年 《光榮岁月》饰演 魏幹事
- 2008年 《人间正道是沧桑》饰演 杨廷鹤
- 2009年 《我的兄弟叫順溜》饰 政委
- 2010年 《张小五的春天》饰演 律师
- 2010年 《紅色搖籃》饰演 蒋介石
- 2011年 《战火四千金》饰演 陈博大
- 2011年 《孙子大传》饰演 伍子胥
- 2013年 《大盛魁》 饰演 孙书同
- 2013年 《一半花落一半花开》
- 2014年 《武林猛虎》饰演 朱佑基
- 2014年 《青年医生》饰演 裘伯钊
- 2014年 《兵出潼关》饰演 万福泰
- 2015年 《大道通天》饰演 吳淮成
- 2015年 《生死血符》
- 2015年 《铁甲舰上的男人们》饰演 伊东佑亨
- 2016年 《济公传》饰演 皇上(赵構)
- 2016年 《亲密的搭档》饰演 乔啟山
- 2016年 《彝海结盟》饰演 蒋介石
- 2016年 《亲密的搭档》饰演
- 2018年 《梦想合伙人》饰演 关宇恒
- 2018年 《古董局中局》饰演 罗局
- 2021年 《上阳赋》饰演 温宗慎
- 2021年 《号手就位》饰演 欧阳华
- 2021年 《花开山乡》饰演 王石子
- 2022年 《猜猜我是谁》